# Nil Karaibrahimgil

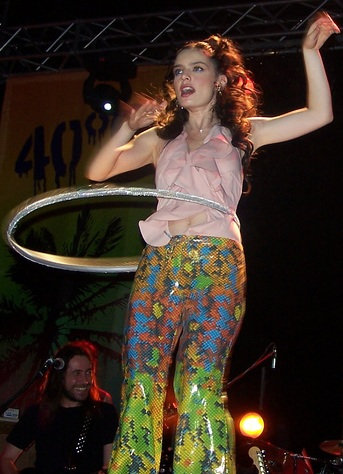
Nil Karaibrahimgil (2005)

Ferhan Nil Karaibrahimgil (* 17. Oktober 1976 in Ankara) ist eine türkische Popsängerin und Songwriterin. Aufgrund der Länge ihres Nachnamens verwendet sie als Künstlernamen meist das kurze Nil.

## Leben und Karriere
Ihr Onkel gehörte dem Modern Folk Trio an, welches 1981 am Eurovision Song Contest teilnahm. 2000 schloss Karaibrahimgil ihr Studium der Internationalen Beziehungen an der Bosporus-Universität ab. Während ihres Studiums hatte sie begonnen, in einer Werbeagentur zu arbeiten, für die sie Kinospots und Radiojingles produzierte. Türkeiweit wurde sie durch ihre Rolle in einem Werbespot für die Telefonkarten HazırKart von Turkcell als Özgür Kız («unabhängiges Mädel») bekannt.
2002 erschien ihr Debütalbum Nil Dünyasi. 2005 sang sie den Titeltrack zum Film Organize İşler von Yılmaz Erdoğan. 2006 waren drei Lieder im Soundtrack zum Kinofilm Sınav – Die Prüfung zu hören. Weiterhin arbeitete sie als Sängerin auf İlhan Erşahins Album Harikalar Diyari (Wonderland). Im Film A.R.O.G. von Cem Yılmaz gab sie ihr Schauspieldebüt in der Rolle der „Mimi“.
2010 heiratete sie Serdar Erener, den Bruder von Sertab Erener. Das Paar hat einen Sohn.
Im Februar 2011 erschien ihr erstes Buch, Nil'in Kelebekleri («Nils Schmetterlinge») bei Doğan Kitap.
In ihrer bisherigen Musiklaufbahn machte sie mit zahlreichen Hits wie Akbaba, Bütün Kızlar Toplandık, Pırlanta, Peri, Seviyorum Sevmiyorum, Hakkında Her Şeyi Duymak İstiyorum, Kanatlarım Var Ruhumda oder Burası İstanbul auf sich aufmerksam. Karaibrahimgil fällt durch ihre unkonventionelle Intonation des Türkischen und durch wortspielreiche Texte auf. Eine Reihe ihrer Lieder beschäftigt sich mit dem Thema der Unabhängigkeit junger Frauen.

## Diskografie

### Alben
- 2002: Nil Dünyası
- 2004: Nil FM
- 2006: Tek Taşımı Kendim Aldım
- 2009: Nil Kıyısında
- 2012: Ben Buraya Çıplak Geldim
- 2019: Nil'den İyi Gelen Sesler (Konzeptalbum)

### EPs
- 2024: Yeni Bir Ben

### Musikvideos
| - 2001: XL - 2002: Kek - 2002: Rüzgar - 2002: Resmen Aşığım - 2004: Gitme Yoksa... - 2004: Bütün Kızlar Toplandık - 2004: Akbaba - 2004: Bronzlaşmak - 2005: Ben Aptal mıyım? - 2006: Organize İşler Bunlar - 2006: Pırlanta - 2006: Peri (mit Ayben) | - 2007: Bu Mudur? - 2008: Ruhum Desen Desen (Reklamesong für Penti-Strümpfe) - 2009: Seviyorum Sevmiyorum - 2009: Duma Duma Dum - 2009: Kırık - 2012: Ben Buraya Çıplak Geldim - 2012: İstanbuldayım - 2012: He-Man - 2019: Bırak Hayata Hazır Olsun (Reklamesong für Aptamil) |

### Einzelveröffentlichungen
| - 2025: Çık Buralardan - 2025: Kendime Yeni Bir Ben Lazım - 2024: Bahçede (mit Sertab Erener) - 2024: Babil - 2024: Cancağızım - 2024: Kadın Olmak Güzel - 2023: Durdurun Bombaları - 2023: Kuzey Yıldızı - 2023: Seni Bir Daha Görmezsem Olmaz - 2022: Boy - 2021: Uyan Anne - 2021: Hikayenin Peşini Bırakma - 2021: Diskotek - 2021: Hep Yanımda Kal - 2020: Daha Fazla Sen - 2020: Özlüyorum | - 2020: Sakız Adası - 2019: Burası İstanbul - 2018: İyi ki - 2017: Vah ki Ne Vah - 2017: Benden Sana - 2017: Annelere Ninni - 2016: Niltemenni - 2016: Bizi Anlatsam - 2016: Gençliğime Sevgilerle - 2016: Gel Aşka Gel - 2014: Hadi İnşallah - 2014: Kanatlarım Var Ruhumda - 2011: Hakkında Her Şeyi Duymak İstiyorum - ?: Your Love is XL (Promo) - 2000: Ben Özgürüm (Werbesingle für Prepaidkarte Hazırkart) |

### Zusammenarbeiten mit anderen Künstlern
- 2019: Canım Benim (mit Erol Evgin)
- 2010: Authentic (Off The Wall) (mit Shantel)
- 2009: Black (mit Siddhartha)
- 2007: Hoppala (mit Wax Poetic & İlhan Erşahin)
- 2002: Girl (mit İlhan Erşahin & Hüsnü Şenlendirici)

### Beiträge auf Compilations
- 2018: Göreceksin Kendini (Original Nino Varon)
- 2017: Asuman (Original Mirkelam)
- 2013: Senden Başkasının Yanında
- 2008: İstanbul'da Sonbahar (Original Teoman)
- 2006: Yaş 18

### Songwriting (Auswahl)
- 2006: Aşkı Bulamam Ben (von Murat Boz)
- 2010: Rengârenk (von Sertab Erener)

## Bücher
- 2011: Nil'in Kelebekleri
- 2015: Kelebeğin Hayat Sırları
- 2018: Nil'e Hayat Dersleri
- 2019: İyi Gelen Yazılar

## Filmografie
Filme
- 2008: A.R.O.G

Serien
- 2007: Avrupa Yakası
- 2012: Yalan Dünya
- 2018: Jet Sosyete